# Xylocopa ghilianii
Xylocopa ghilianii är en biart som beskrevs av Giovanni Gribodo 1891.
Xylocopa ghilianii ingår i släktet snickarbin, och familjen långtungebin. Inga underarter finns listade i Catalogue of Life.